# شهرداری نورد-فرویا
نورد-فرویا یک شهرداری پیشین در شهرستان قدیمی سور-تروندلاگ نروژ بود. این شهرداری به مساحت ۱۳۹ کیلومتر مربع (۵۴ مایل مربع) از سال ۱۹۰۶ تا زمان انحلالش در سال ۱۹۶۴ وجود داشت. شهرداری نورد-فرویا شامل بخش شمالی جزیرهٔ فرویا و همهٔ جزایر کوچک شمالی و شمال‌شرقی آن—نظیر سولا، موسوند، فروآن و هالتن—می‌شد که اکنون در محدودهٔ شهرداری فرویا در استان تروندلاگ قرار دارند.
کلیسای اصلی این شهرداری، کلیسای نورد-فرویا (که اکنون کلیسای سلتّا نامیده می‌شود) بود که در منطقهٔ سوِلینگن، مرکز اداری شهرداری، در ساحل شمالی جزیره قرار داشت.
پیش از انحلال در سال ۱۹۶۴، شهرداری نورد-فرویا با مساحت ۱۳۸٫۶ کیلومتر مربع (۵۳٫۵ مایل مربع)، از نظر وسعت در رتبهٔ ۴۵۰ از میان ۶۸۹ شهرداری نروژ قرار داشت. این شهرداری از نظر جمعیت، با حدود ۴٬۳۶۲ نفر، دویست‌ودومین شهرداری پرجمعیت نروژ بود. تراکم جمعیت آن ۳۱٫۵ نفر در هر کیلومتر مربع (۸۲ نفر در هر مایل مربع) بود و جمعیت آن طی دههٔ پیش از انحلال، ۱٫۷٪ کاهش یافته بود.

## اطلاعات عمومی

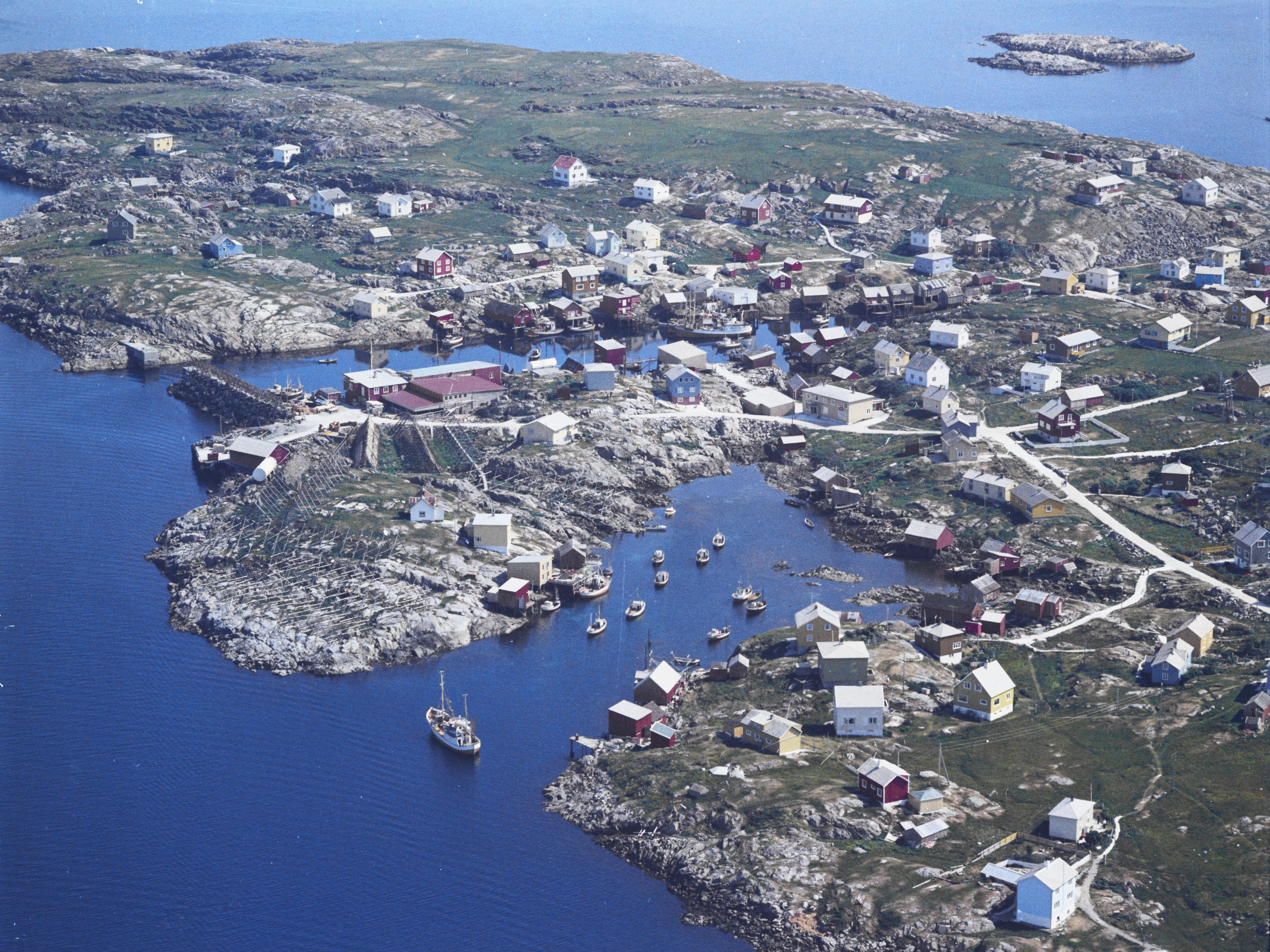
نمایی از روستای ماسوندور

شهرداری نورد-فرویا در ۱ ژانویه ۱۹۰۶ تأسیس شد، زمانی که شهرداری قدیمی فروین به دو شهرداری جدید تقسیم شد: شهرداری سور-فرویا در جنوب (با جمعیت ۲٬۰۹۱ نفر) و شهرداری نورد-فرویا در شمال (با جمعیت ۳٬۹۷۲ نفر).
در دههٔ ۱۹۶۰، به‌دلیل فعالیت‌های کمیتهٔ شِی، ادغام‌های گسترده‌ای در شهرداری‌های نروژ صورت گرفت. در ۱ ژانویه ۱۹۶۴، شهرداری سور-فرویا (با جمعیت ۲٬۲۰۸ نفر) و نورد-فرویا (با جمعیت ۴٬۳۴۸ نفر) مجدداً با هم ادغام شدند و شهرداری جدید فرویا شکل گرفت.

### نام
نام شهرداری از جزیرهٔ فرویا گرفته شده است. پیشوند «نورد» به‌معنای «شمالی» است، و در این‌جا به‌معنای «بخش شمالی فرویا» به‌کار رفته. بخش دوم نام از اسطوره‌شناسی نورس می‌آید.
اگرچه «فرویا» شکل تغییریافته‌ای از نام الههٔ نورس، فریا (Freyja)، است، اما شکل کهن‌نورسی نام جزیره «فروی» یا «فری» بوده. حرف «a-» در شکل امروزی در واقع حرف تعریف معین است—بنابراین، «فرویا» یعنی «فروی». از این رو، نام جزیره احتمالاً با نام ایزد نورس، فریر (Freyr)، برادر فریا، هم‌ریشه است.
نام‌های فریا و فریر در اصل عنوان‌هایی بوده‌اند به‌معنای «بانو» یا «ارباب». معنای کهن‌تر واژهٔ «فری» احتمالاً «کسی که در پیشاپیش است؛ پیشتاز، پیش‌رو» بوده؛ و در این‌جا، به‌معنای «جزیره‌ای در پیشِ هیترا» به‌کار رفته است.
تا پیش از سال ۱۹۰۶، نام جزیره و شهرداری پیشین آن «Frøien» نوشته می‌شد (پایانهٔ «-en» حرف تعریف معین در دانمارکی–نروژی است). هنگامی که شهرداری جدید در سال ۱۹۰۶ تأسیس شد، نام آن به‌شکل «Nordfrøya» ثبت شد؛ سپس در ۳ نوامبر ۱۹۱۷، با حکم سلطنتی، شیوهٔ نگارش به «Nord-Frøya» تغییر یافت.

### کلیساها
کلیسای نروژ یک بخش (سوکن) در محدودهٔ شهرداری نورد-فرویا داشت. در زمان انحلال شهرداری، این بخش جزئی از «پریستگیلد فرویا» و تحت قلمرو «پروستی سور-فوسن» (ناحیهٔ دینی) در اسقف‌نشین نیداروس بود.
| محله (sokn) | نام کلیسا         | موقعیت مکانی کلیسا              | سال ساخت    |
| ----------- | ----------------- | ------------------------------- | ----------- |
| نورد-فرویا  | کلیسای نورد-فرویا | Sletta (درست در شرق Svellingen) | ۱۸۸۰        |
| نورد-فرویا  | کلیسای کوچک فرون  | فرون                            | ۱۹۰۴        |
| نورد-فرویا  | کلیسای کوچک ماوی  | موسوند                          | ۱۹۳۹ میلادی |
| نورد-فرویا  | کلیسای کوچک سولا  | سولا                            | ۱۹۲۵        |